# Narcissus viridiflorus
Narcissus viridiflorus är en amaryllisväxtart som beskrevs av Peder Kofod Anker Schousboe. Narcissus viridiflorus ingår i släktet narcisser, och familjen amaryllisväxter. Inga underarter finns listade i Catalogue of Life.

## Bildgalleri

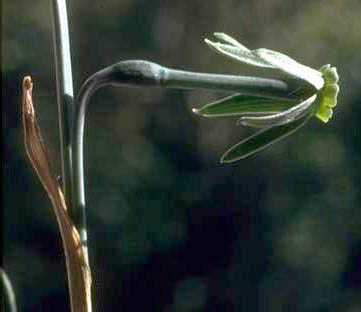